# نوبوکو میاموتو
نوبوکو میاموتو (انگلیسی: Nobuko Miyamoto؛ زادهٔ ۲۷ مارس ۱۹۴۵) هنرپیشه اهل ژاپن است. وی از سال ۱۹۶۶ میلادی تاکنون مشغول فعالیت بوده‌است.
وی همچنین برنده جوایزی همچون جایزه آکادمی فیلم ژاپن شده است.